# Hongrie aux Jeux olympiques de 1896
Sept sportifs hongrois ont participé aux premiers Jeux olympiques de 1896 à Athènes. Bien que la Hongrie faisait partie de l'Autriche-Hongrie, les résultats des compétiteurs hongrois sont séparés de ceux des Autrichiens.

## Liste des médaillés hongrois

### Médailles d'or
| Sport              | Discipline         | Sportifs     | Performance   |
| ------------------ | ------------------ | ------------ | ------------- |
| Médailles d'or : 2 |                    |              |               |
| Natation           | 100 m nage libre   | Alfréd Hajós | 1 min 22 s 2  |
| Natation           | 1 200 m nage libre | Alfréd Hajós | 18 min 22 s 2 |

### Médailles d'argent
| Sport                  | Discipline | Sportifs    | Performance  |
| ---------------------- | ---------- | ----------- | ------------ |
| Médailles d'argent : 1 |            |             |              |
| Athlétisme             | 800 m      | Nándor Dáni | 2 min 11 s 8 |

### Médailles de bronze
| Sport                   | Discipline      | Sportifs            | Performance     |
| ----------------------- | --------------- | ------------------- | --------------- |
| Médailles de bronze : 3 |                 |                     |                 |
| Athlétisme              | 100 m           | Alajos Szokolyi     | 12 s 6          |
| Athlétisme              | Marathon        | Gyula Kellner       | 3 h 06 min 35 s |
| Tennis                  | Simple masculin | Momcsilló Tapavicza |                 |

## Engagés hongrois par sport

### Athlétisme

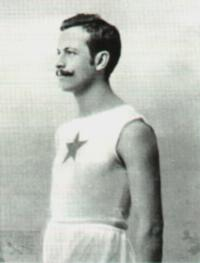
Nándor Dáni

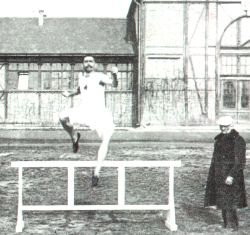
Alojz Sokol

Les athlètes hongrois ont connu beaucoup de succès en athlétisme, à l'exception du 110 m haies, remportant une médaille d'argent, deux de bronze et une quatrième place.
| Épreuve     | Place | Athlète       | Série        | Finale          |
| ----------- | ----- | ------------- | ------------ | --------------- |
| 100 m       | 3e    | Alojz Sokol   | 12 s 75      | 12 s 6          |
| 800 m       | 2e    | Nándor Dáni   | 2 min 10 s 2 | 2 min 11 s 8    |
| 110 m haies | NC    | Alojz Sokol   | -            | NC              |
| Marathon    | 3e    | Gyula Kellner | -            | 3 h 06 min 35 s |
| Triple saut | 4e    | Alojz Sokol   |              | 11,26 m         |

### Gymnastique
Les gymnastes hongrois n'ont pas pu remporter de médaille.
| Épreuve           | Place | Gymnaste        | Performance                  |
| ----------------- | ----- | --------------- | ---------------------------- |
| Barres parallèles | -     | Gyula Kakas     | rang et performance inconnus |
| Barres parallèles | -     | Desiderius Wein | rang et performance inconnus |
| Barre fixe        | -     | Gyula Kakas     | rang et performance inconnus |
| Barre fixe        | -     | Desiderius Wein | rang et performance inconnus |
| Saut de cheval    | -     | Gyula Kakas     | rang et performance inconnus |
| Saut de cheval    | -     | Desiderius Wein | rang et performance inconnus |
| Cheval d'arçons   | -     | Gyula Kakas     | rang et performance inconnus |
| Anneaux           | -     | Desiderius Wein | rang et performance inconnus |

### Haltérophilie
Tapavicza terminé la compétition à la dernière place.
| Épreuve                    | Place | Haltérophile        | Performance |
| -------------------------- | ----- | ------------------- | ----------- |
| Poids lourd - à deux mains | 6e    | Momcsilló Tapavicza | 80 kg       |

### Lutte
Tapavicza a été battu à son premier combat et directement éliminé du tournoi.
| Épreuve                                | Place | Lutteur             | Résultat                |
| -------------------------------------- | ----- | ------------------- | ----------------------- |
| Lutte gréco-romaine, catégorie ouverte | 4e    | Momcsilló Tapavicza | éliminé au premier tour |

### Natation

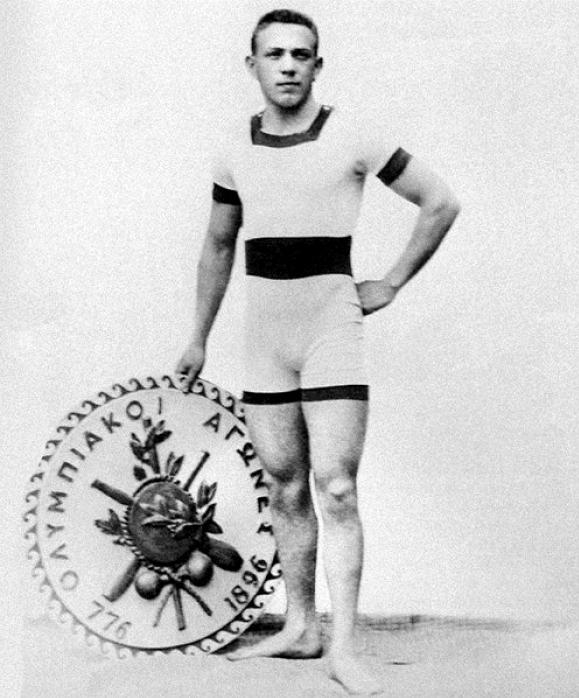
Alfréd Hajós

Hajós a remporté les deux épreuves auxquelles il a participé, remportant deux des quatre titres en jeu (il ne pouvait pas s'inscrire au 100 m nage libre pour marins et la course sur 500 m avait lieu juste après le 100 m et immédiatement avant la course sur 1 200 m).
| Épreuve            | Place | Nageur       | Performance   |
| ------------------ | ----- | ------------ | ------------- |
| 100 m nage libre   | 1er   | Alfréd Hajós | 1 min 22 s 2  |
| 1 200 m nage libre | 1er   | Alfréd Hajós | 18 min 22 s 2 |

### Tennis
Tapavicza a été battu par Dionýsios Kásdaglis en demi-finale du tournoi.
| Épreuve         | Place | Joueur              | Résultat       |
| --------------- | ----- | ------------------- | -------------- |
| Simple masculin | 3e    | Momcsilló Tapavicza | Demi-finaliste |